# Strömsundsbron
Die Strömsundsbron (deutsch: Strömsundsbrücke) ist eine zweispurige Straßenbrücke mit zwei breiten Gehwegen und verbindet Strömsund mit Näsviken in Jämtland, Schweden. Über die Brücke führt die Europastraße 45.
Die im Rahmen eines internationalen Wettbewerbs auf der Grundlage vorangegangener Ideen Franz Dischingers durch die Stahlbaufirma Demag entworfene Schrägseilbrücke gilt als die erste große Schrägseilbrücke der Welt. Sie wurde in den Jahren 1953 bis 1955 von Skanska (Betonfundamente) und der Demag (Stahlkonstruktion) gebaut und 1956 eingeweiht.
Sie hat eine Hauptspannweite von 182 Metern, eine Gesamtlänge von 332 Metern und eine büschelförmige Anordnung der Schrägseile. Ihr 14,30 m breites Brückendeck besteht aus einem flachen, 3,25 m hohen Stahlhohlkasten, auf dem eine durch Dehnungsfugen unterbrochene Betonfahrbahndecke liegt. Die beiden 28 m hohen Pylone aus genieteten Stahlblechen bilden sich nach oben leicht verjüngende Rahmen, auf deren Spitzen die Gehäuse für die Kabelsättel montiert sind. Von weitem gesehen scheinen in jedem Segment jeweils nur zwei Kabel schräg zu dem Brückendeck gespannt zu sein, tatsächlich sind jeweils vier Seile mit Abstandhaltern dicht nebeneinander angeordnet.

## Sekundärliteratur
- Roland May: Origins of the modern cable-stayed bridge – The Dischinger story. In: Ine Wouters, Stephanie Van de Voorde, Inge Bertels, Bernard Espion, Krista De Jonge, Denis Zastavni (Hrsg.): Building Knowledge, Constructing Histories (Proceedings of the Sixth International Congress on Construction History (6ICCH), Brussels, Belgium, 9–13 July 2018). Band 2. CRC Press, Boca Raton, London, New York, Leiden 2018, ISBN 978-1-138-58414-3, S. 913–920.

## Einzelnachweise

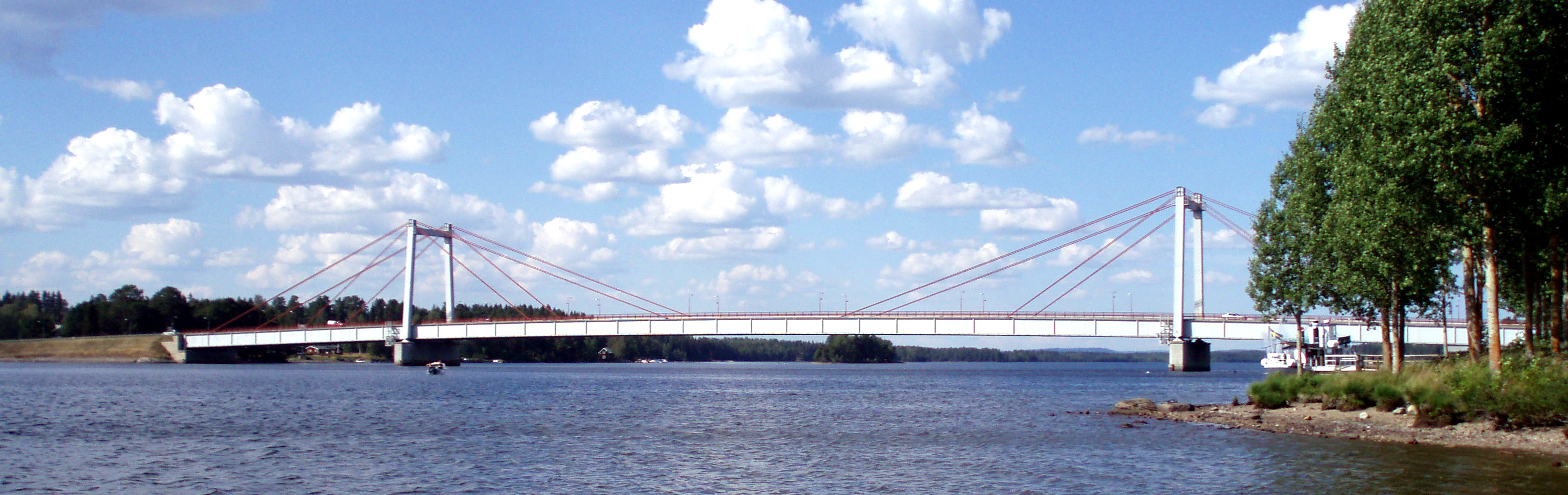